# Бхатт, Викрам
Викрам Бхатт (хинди विक्रम भट्ट, англ. Vikram Bhatt; род. 27 января 1969, Бомбей) — индийский кинорежиссёр, сценарист и продюсер.

## Биография
Викрам Бхатт родился 27 января 1969 года в Бомбее (ныне — Мумбаи). Его дед — Виджай Бхатт — один из пионеров индийского кинематографа, отец — известный кинематографист Правин Бхатт. Кинематографом Викрам увлёкся ещё в детстве: уже в возрасте 14 лет он стал одним из ассистентов режиссёра Мукула Ананда, и даже помогал ему (с указанием в титрах) в режиссуре известного фильма «Огненный путь» (1990). Позднее был ассистентом Шекхара Капура и своего родственника Махеша Бхатта («Одержимость» (1992), «Навстречу любви» (1993)).
Сольную карьеру режиссёра Викрам начал в 1992 году с фильма Jaanam, продюсером которого выступил уже упоминавшийся Махеш Бхатт. Поначалу Викрам Бхатт избрал своим направлением довольно обычные для индийского кинематографа ленты о любви, ненависти и предательстве, но с 2008 года переключился на создание картин в жанрах «фильм ужасов» и «научная фантастика», в том числе в формате 3D. С 1996 года Бхатт также выступает как сценарист, с 2008 года — как продюсер. Можно отметить, что лента Бхатта «Дом призраков» (2011) стала первым индийским фильмом ужасов, созданным в формате 3D. Кассовые сборы этой картины по всему миру почти в шесть раз превысили её бюджет. Последующие фильмы ужасов в 3D, созданные Бхаттом, ожидал не меньший успех.

В 2014 году на экраны вышла лента Бхатта «Существо» — это был первый индийский «фильм о чудовище», снятый в 3D.
В 2006—2014 годах — глава креативного отдела компании ASA Productions and Enterprises.

С февраля по май 2014 года — ведущий телешоу Ishq Kills на одном из крупнейших телеканалов страны — Star Plus.
Сценарии Бхатта к фильмам «1920», «1920: Зло возвращается» и «Звуки тишины» были переработаны в повести и выпущены в бумажном виде.

Фильм Бхатта «1920: Зло возвращается» стал предметом исследования «Болливуд и социальный медиа-маркетинг», проведённого институтом Indian Institute of Management Bangalore и опубликованного Harvard Business Publishing.

### Личная жизнь
Викрам Бхатт был женат (расстались в 1996 году, развод в 1998 году) на своей школьной любви, Адити, у пары есть дочь по имени Кришна (род. 1994), начинающая актриса и ассистент режиссёра, дебют которой состоялся в уже упоминавшемся фильме «Дом призраков». Также Бхатт по несколько лет встречался с известными актрисами-моделями Сушмитой Сен и Амишей Патель.

## Избранная фильмография
| Режиссёр - 1995 — Преступник - 1996 — Обман - 1996 — Провинциал - 1998 — Непокорившийся судьбе - 2001 — Ловушка для адвоката - 2002 — Тайна - 2002 — Ты мне очень нравишься - 2002 — У любви нет цены - 2003 — Испытание любовью - 2003 — С риском для жизни - 2004 — Доверие - 2005 — Схватка - 2005 — В тисках предательства - 2005 — Любить и не сдаваться - 2006 — Отчаяние - 2007 — Скорость - 2007 — Призрачное счастье - 2008 — 1920 - 2010 — Проклятие - 2011 — Дом призраков 3D - 2012 — Опасная любовь - 2012 — Тайна 3D - 2014 — Существо 3D - 2015 — Мистер Икс | Сценарист - 1996 — Безумная любовь - 2004 — Доверие - 2004 — Преступная ложь - 2005 — Вспомнить всё - 2005 — Схватка - 2006 — Отчаяние - 2008 — 1920 - 2009 — Трое в сетях любви - 2010 — Проклятие - 2011 — Снова - 2012 — История ненависти - 2012 — 1920: Зло возвращается - 2012 — Опасная любовь - 2013 — Дело о смерти Анкура Ароры - 2013 — История ужасов - 2014 — Существо 3D - 2015 — Звуки тишины - 2015 — Мистер Икс - 2015 — История ненависти 3 | Продюсер - 2008 — 1920 - 2009 — Muthirai - 2009 — Трое в сетях любви - 2011 — Дом призраков 3D - 2011 — Ловушка - 2012 — История ненависти - 2012 — 1920: Зло возвращается - 2015 — Наша неполная история |

## Награды и номинации
- 1999 — Filmfare Awards в категории «лучший фильм» за ленту «Непокорившийся судьбе»[англ.] — номинация.
- 2003 — Filmfare Awards в категории «лучшая режиссура» за ленту «Тайна»[англ.] — номинация.